# آیدین
آیدین (به ترکی استانبولی: Aydın، یونانی: Αϊδίνιο) شهری در کشور ترکیه است.
این شهر مرکز استان آیدین است و در منطقهٔ دریای اژه واقع شده‌است.
شهر آیدین شهر اصلی پائین‌دست درهٔ رودخانه بویوک مندرس است که تا دریای اژه ادامه می‌یابد.
این منطقه بسیار حاصلخیز است و محصول عمده آن انجیر می‌باشد.

## پیشینه
این شهر محل شهر کهن ترالِس یونانی است. بعدها در این محل شهری به نام گوزل‌حصار بنا شد که بعدها به نام بیگ‌نشین ترکی آیدین‌اوغلو که در سدهٔ ۱۴ در منطقه فرمانروایی می‌کرد، آیدین نامیده شد.
آیدین به معنی زلال و روشن می‌باشد.